# Massanzago
Massanzago é uma comuna italiana da região do Vêneto, província de Pádua, com cerca de 4.688 habitantes. Estende-se por uma área de 13 km², tendo uma densidade populacional de 361 hab/km². Faz fronteira com Borgoricco, Camposampiero, Noale (VE), Santa Maria di Sala (VE), Trebaseleghe.

## Demografia
| Variação demográfica do município entre 1861 e 2011                               |
|                                                                                   |
| Fonte: Istituto Nazionale di Statistica (ISTAT) - Elaboração gráfica da Wikipedia |